# 319省道 (浙江省)
319省道又名甬余线，原编号61，是浙江省东部的一条省道，全线位于宁波市境内，北起江北区宁波汽车北站，此后途经压赛堰和庄桥、慈城、三七市、丈亭至余姚，全长51.55公里。

## 历史
319省道最初的路段为汽车北站至压赛堰的4公里路段，原为鄞县至慈溪县道路的首段。1942年，道路延伸到东邵，1969年延伸至慈城，1977年延伸至妙山。1981年，余姚至丈亭路段建成，次年延伸至二六市。1985年1月，全线贯通。